# Ctenognophos paerlita
Ctenognophos paerlita là một loài bướm đêm trong họ Geometridae.